# Ruta 58 (Uruguay)
La Ruta Nº 58 es una ruta nacional de Uruguay. Su trazado se extiende en el departamento de Florida y atraviesa una importante zona ganadera, con explotación de tambos y de granjas. Es conocida también como carretera de Santo Domingo, por seguir su desarrollo la cuchilla del mismo nombre.

## Recorrido
Su recorrido comienza en la Ruta N.º 5, a pocos kilómetros al sur de la ciudad de Sarandí Grande, y se dirige hacia el este del departamento hasta llegar a Estación Palermo. Desde allí toma hacia el norte un trozo del viejo Camino Nacional que llega hasta Estación Hernandarias, deriva nuevamente al este, cruza la ruta 6 y sigue hasta Cerro Colorado; este último tramo se caracteriza por ser un paisaje netamente ganadero.
El último tramo de esta carretera comienza en el km 148 de la Ruta N.º 7 y se extiende unos 15 km hasta el camino que sirve de límite entre los departamentos de Florida y Lavalleja.